# Ремизов, Игорь Николаевич
Игорь Николаевич Ремизов (21 октября 1970, Москва) — советский и российский футболист, играл на позиции защитника и полузащитника.

## Карьера
Воспитанник ЭШВСМ, в котором в 1987 году начинал профессиональную карьеру. В 1989 году числился в московском «Локомотиве». После распада СССР перешёл в «Динамо-Газовик», котором взял старт в высшей лиге, а сам Ремизов за новый клуб дебютировал 29 марта 1992 года в выездном матче первого тура против камышинского «Текстильщика», выйдя в стартовом составе, на 79-й минуте встречи был заменён на Бориса Спирина. В 1993 и в 1995 году играл за кемеровский «Кузбасс». С 1994 по 1995 годы выступал за любительский клуб «Салют-Тушино». Завершил карьеру в 1998 году в «Междуреченске».